# Gunnar Henderson
Gunnar Henderson (Montgomery, Alabama, 29 de junio de 2001) es un jugador profesional estadounidense de béisbol que se desempeña en la posición de tercera base en Baltimore Orioles, equipo de las Grandes Ligas de Béisbol (MLB).

## Carrera
Fue seleccionado en la segunda ronda en el Draft de la MLB de 2019. En 2022 hizo su debut profesional con el equipo Baltimore Orioles, donde lleva jugando tres temporadas.